# Boophis elenae
Boophis elenae är en groddjursart som beskrevs av Franco Andreone 1993. Boophis elenae ingår i släktet Boophis och familjen Mantellidae. IUCN kategoriserar arten globalt som otillräckligt studerad. Inga underarter finns listade.